# Otto Pfeiffenberger
Otto Ernst Pfeiffenberger (* 3. Juli 1878 in Mannheim; † 10. April 1950 in New York) war ein deutscher Autor, Rechtsanwalt und Gründungsmitglied des Council for a Democratic Germany in New York.

## Leben
Pfeiffenberger wurde als Sohn des Lehrers Karl Friedrich Pfeiffenberger und dessen Ehefrau Maria Jakobina Merkator in Mannheim geboren. Er war ein in Mannheim niedergelassener Anwalt und politisch in der SPD engagiert. Nach der „Reichskristallnacht“ im November 1938 flüchtete er mit seiner jüdischstämmigen Frau, Anna Lydia Adler, sowie dem Sohn vor der, auch aufgrund seiner anwaltlichen Tätigkeit für Juden und andere missliebige Personen, drohenden nationalsozialistischen Verfolgung nach New York. Dort arbeitete er an der Columbia University und am Saint Francis College. Sein Besitz wurde währenddessen in Deutschland beschlagnahmt und sein Doktortitel am 11. Februar 1942 aberkannt.

## Schriften
- Gesetz über die Unterstützung von Familien in den Dienst eingezogener [eingetretener] Mannschaften vom 21. Februar 1888, 4. August 1914 und 30. September 1915 unter Einarbeitung der Bundesratsverordnung vom 21. Jan. 1916 und unter Berücksichtigung der Ausführungsbestimmungen von Preußen, Bayern, Sachsen, Württemberg und Baden. Verlag Heß (Heß-Kriegsschriftensammlung Nr. 24), Stuttgart 1916
- Das Militärhinterbliebenengesetz vom 17. Mai 1907 mit Erläuterungen. Verlag Heß, Stuttgart 1916 (Heß-Kriegsschriftensammlung Nr. 31).
- Einmalige Unterstützung unehelicher Kinder aus Militärfonds. In: Deutsche Juristen-Zeitung, 22. Jahrgang (1917) Nr. 23/24, S. 1026–1028.
- Beschluss des Bundesrats vom 26. März 1914 betreffend Aufwandsentschädigungen an Familien für im Reichsheer, in der Marine oder in den Schutztruppen eingestellte Söhne unter Berücksichtigung der dazu ergangenen Vollzugsbestimmungen. Verlag J. Heß, Stuttgart 1917 und 1918 (Heß-Kriegsschriftensammlung; 25 und 80).
- Bekanntmachung zum Schutze der Mieter: Die Mieterschutzverordnung vom 26. Juli 1917 nebst der Bekanntmachung vom 26. Juli 1917 über das Verfahren vor den Einigungsämtern und vom 15. Dezember 1914 über Einigungsämter. Verlag Heß, Stuttgart 1918 (Heß-Kriegsschriftensammlung; 89).
- Das bürgerliche Recht nach dem deutschen Bürgerlichen Gesetzbuch und seinen Nebengesetzen von Anton Erdel und Otto Pfeiffenberger; Gloeckners Handels-Bücherei (G. A. Gloeckner, Bd. 25/27 Nebent.: Das bürgerliche Recht), Leipzig 1928.
- Unterwegs (Gedichte). Saturn-Verlag, Wien 1937.
- Cash allowances for the families and dependents of soldiers, sailors and marines. An explanation, with tables and examples, of the Servicemen’s Dependents Allowance Act. The William Frederick Press, New York 1943.
- Legalistisches Staatswesen im Lande CH'in im vierten Jahrhundert B.C. New York 1943.